# Jan Wanklyn
Jan Wanklyn, née le 24 janvier 1958, est une triathlète australienne, vainqueur sur triathlon Ironman.

## Biographie
En 1989, elle se marie avec le triathlète professionnelle américain Ken Glah, en avril 1993 le couple a une fille nommée Reanin. Ils se séparent en 2013.

## Palmarès triathlon
Le tableau présente les résultats les plus significatifs (podium) obtenus sur le circuit international de triathlon depuis 1986
| Année | Compétition                         | Pays             | Position           | Temps            |
| ----- | ----------------------------------- | ---------------- | ------------------ | ---------------- |
| 2000  | Ironman Floride                     | États-Unis       | Médaille de bronze | 9 h 41 min 40 s  |
| 2000  | Ironman Californie                  | États-Unis       | Médaille d'argent  | 10 h 9 min 29 s  |
| 1999  | Ironman USA                         | États-Unis       | Médaille de bronze | 10 h 3 min 38 s  |
| 1998  | Ironman Brésil                      | Brésil           | Médaille de bronze | 9 h 39 min 6 s   |
| 1997  | Ironman Nouvelle-Zélande            | Nouvelle-Zélande | Médaille d'or      | 9 h 52 min 6 s   |
| 1997  | Triathlon du Brésil                 | Brésil           | Médaille d'argent  | 6 h 11 min 20 s  |
| 1997  | Ironman Canada                      | Canada           | Médaille de bronze | 9 h 25 min 52 s  |
| 1996  | Ironman Nouvelle-Zélande            | Nouvelle-Zélande | Médaille d'or      | 9 h 55 min 23 s  |
| 1996  | Ironman Canada                      | Canada           | Médaille d'argent  | 9 h 32 min 9 s   |
| 1991  | Ironman Nouvelle-Zélande            | Nouvelle-Zélande | Médaille d'or      | 9 h 43 min 42 s  |
| 1991  | Ironman Europe                      | Allemagne        | Médaille d'argent  | 9 h 7 min 53 s   |
| 1991  | Ironman Australie                   | Australie        | Médaille d'or      | 9 h 34 min 6 s   |
| 1991  | Ironman Canada                      | Canada           | Médaille d'argent  | Timing           |
| 1990  | Ironman Europe                      | Allemagne        | Médaille d'or      | 9 h 21 min 29 s  |
| 1990  | Ironman Nouvelle-Zélande            | Nouvelle-Zélande | Médaille d'argent  | 9 h 53 min 49 s  |
| 1988  | Triathlon international de Nice     | France           | Médaille d'argent  | 7 h 7 min 22 s   |
| 1987  | Great Lakes International Triathlon | Australie        | Médaille d'argent  | 10 h 53 min 41 s |
| 1986  | Noosa Triathlon                     | Australie        | Médaille d'or      | 2 h 25 min 47 s  |

## Palmarès athlétisme
| Date | Compétition              | Lieu         | Résultat | Épreuve  | Performance     |
| ---- | ------------------------ | ------------ | -------- | -------- | --------------- |
| 1998 | Marathon de Philadelphie | Philadelphie | 1er      | Marathon | 2 h 44 min 59 s |
| 1994 | Marathon de Philadelphie | Philadelphie | 1er      | Marathon | 2 h 52 min 8 s  |